# OpenType
OpenType – format fontów, który ma zakończyć istnienie wielu różnych formatów i pozostawienie tylko jednego – do używania bezpośrednio na wszystkich platformach komputerowych.
Jest wspólnym dziełem firm Adobe i Microsoft i choć prace nad nim zaczęły się już w 1996, to pierwszą aplikacją DTP obsługującą ten format był dopiero Adobe InDesign.
Fonty w formacie OpenType mają znaki kodowane w Unicode, a ponadto zawierają szereg nowych funkcji niedostępnych w popularnych starszych formatach jak np. znaki alternatywne i inne tzw. funkcje zecerskie (funkcje te dostępne są zwykle tylko w specjalizowanym oprogramowaniu do składu), czy osadzanie krojów na stronach WWW, umożliwiające wyświetlanie ich w przeglądarce na komputerze, w którym tych znaków nie ma zainstalowanych.

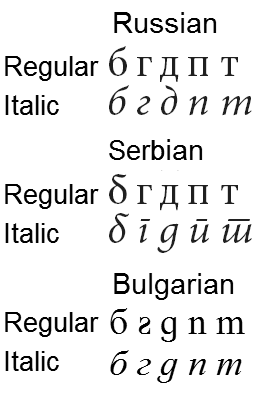
Szczególne rosyjskie (na górze) i odpowiednie serbskie/macedońskie (na dole) litery. Jest to przykład problemu, gdy wsparcie dla Unicode nie wystarczy, to OpenType i konkurencyjne technologie muszą go rozwiązać.